# Dengwan
Dengwan (kinesiska: 邓湾, 邓湾乡) är en socken i Kina. Den ligger i provinsen Henan, i den centrala delen av landet, omkring 300 kilometer sydost om provinshuvudstaden Zhengzhou. Antalet invånare är 21 920. Befolkningen består av 11 135 kvinnor och 10 785 män. Barn under 15 år utgör 26,0 %, vuxna 15-64 år 63 %, och äldre över 65 år 10,0 %.
Genomsnittlig årsnederbörd är 1 211 millimeter. Den regnigaste månaden är augusti, med i genomsnitt 208 mm nederbörd, och den torraste är januari, med 21 mm nederbörd.